# Чемпионат Филиппин по волейболу среди мужчин
Чемпионат Филиппин по волейболу среди мужчин — ежегодное соревнование мужских волейбольных команд Филиппин. Организаторами являлись: в 2013—2014 - Филиппинская суперлига (англ. Philippine Super Liga — PSL), 2015—2016 — Spikers' Turf Лига, в 2017—2018 — Волейбольная Премьер-лига (англ. Premier Volleyball League — PVL, с 2018 — вновь Spikers' Turf Лига. Spikers' Turf Лига имеет полупрофессиональный статус.
В 2015—2019 ежегодно (кроме перерыва из-за пандемии CJVID-19) проводились два чемпионата — в Открытой конференции (Open Conference) и в Рейнфорсед конференции (Reinforced Conference) с участием одних и тех же команд. С 2020 соревнования проходят только в Открытой конференции в первой половине года. Чемпионат в Рейнфорсед конференции проводился преимущественно во второй половине года.

## Формула соревнований
Чемпионат в сезоне 2025 года проходил с февраля по апрель и включал три этапа — предварительный, полуфинальный и финальный. На предварительной стадии 6 команд играли в один круг. 4 команды вышли в полуфинальную стадию, где провели однокруговой турнир. По его итогам лучшие две команды вышли в финал, где разыграли первенство, остальные две в матче за 3-е место определили бронзового призёра. Финалы проводились до двух побед одного из соперников.
В чемпионате 2025 играли 6 команд: «Крисс Кросс Кинг Кранчерс» (Манила), «Сигнал Спайкерс» (Манила), «Сэвудж Спин Докторс» (Калоокан), «ВНС-Лэтикрет Гриффинс» (Манила), «Альфа Иншурэнс Протекторс» (Манила), «Филиппин Нэви Си Лайонс» (Манила). Чемпионский титул выиграл «Сигнал Спайкерс», победивший в финальной серии «Крисс Кросс Кинг Кранчерс» 2-1 (3:2, 2:3, 3:0). 3-е место занял «Сэвудж Спин Докторс». 

## Призёры (с 2013)

### Open Conference
| Сезон | 1-е место                                   | 2-е место                                   | 3-е место                                   |
| ----- | ------------------------------------------- | ------------------------------------------- | ------------------------------------------- |
| 2013  | «ПЛДТ Спид Бустерс» Манила                  | «Система Актив Смэшерс» Манила              | «Мэйбэк Тайгерс» Манила                     |
| 2014  | «ПЛДТ Эйр Форс Пауэр Аттакерс» Манила       | «Сигнал Спайкерс» Манила                    | «Система Актив Смэшерс» Манила              |
| 2015  | «ПЛДТ Ультра Фаст Хиттерс» Манила           | «Кагаян Валли Райсинг Старз» Алькала        | «Филиппин Эйр Форс Эйрмэн» Манила           |
| 2016  | «Филиппин Эйр Форс Эйр Спайкерс» Манила     | «Сигнал Спайкерс» Манила                    | «Санта Элена Рекинг Болс» Манила            |
| 2017  | «Сигнал Спайкерс» Манила                    | «Мегабилдерс Воллей Болтс» Манила           | «Филиппин Эйр Форс Эйр Спайкерс» Манила     |
| 2018  | «Филиппин Эйр Форс Эйр Спайкерс» Манила     | «ПЛДТ Фибр Пауэр Хиттерс» Манила            | «Сигнал Спайкерс» Манила                    |
| 2019  | «Сигнал Спайкерс» Манила                    | «Филиппин Эйр Форс Эйр Спайкерс» Манила     | «Санта Элена Бол Хаммерс» Манила            |
| 2020  | чемпионаты отменены из-за пандемии COVID-19 | чемпионаты отменены из-за пандемии COVID-19 | чемпионаты отменены из-за пандемии COVID-19 |
| 2021  | чемпионаты отменены из-за пандемии COVID-19 | чемпионаты отменены из-за пандемии COVID-19 | чемпионаты отменены из-за пандемии COVID-19 |
| 2022  | «Санта Элена Нэшнлс» Манила                 | «Сигнал Спайкерс» Манила                    | «Филиппин Нэви Си Лайонс» Манила            |
| 2023  | «Сигнал Спайкерс» Манила                    | «Пикит Котабато Спайкерс» Котабато          | «Имус-Сити Спайкес» Имус                    |
| 2024  | «Сигнал Спайкерс» Манила                    | «Крисс Кросс Кинг Кранчерс» Манила          | «Филиппин Нэви Си Лайонс» Манила            |
| 2025  | «Сигнал Спайкерс» Манила                    | «Крисс Кросс Кинг Кранчерс» Манила          | «Сэвудж Спин Докторс» Калоокан              |

### Reinforced Conference
| Сезон | 1-е место                               | 2-е место                               | 3-е место                           |
| ----- | --------------------------------------- | --------------------------------------- | ----------------------------------- |
| 2015  | «Сигнал Спайкерс» Манила                | «Филиппин Эйр Форс Эйрмэн» Манила       | «ПЛДТ Ультра Фаст Хиттерс» Манила   |
| 2016  | «Филиппин Эйр Форс Эйр Спайкерс» Манила | «Сигнал Спайкерс» Манила                | «Чампион Супра Смэшерс» Манила      |
| 2017  | «Сигнал Спайкерс» Манила                | «Филиппин Эйр Форс Эйр Спайкерс» Манила | «Филиппин Арми Труперс» Манила      |
| 2018  | «Филиппин Эйр Форс Эйр Спайкерс» Манила | «Сигнал Спайкерс» Манила                | «Вайс Косметикс Блокбастерс» Манила |
| 2019  | «Сигнал Спайкерс» Манила                | «Филиппин Эйр Форс Эйр Спайкерс» Манила | «ПЛДТ Ультра Фаст Хиттерс» Манила   |